# 圣奥斯定堂 (巴黎)
圣奥斯定堂（Église Saint-Augustin de Paris）是法国巴黎第八区的一座天主教堂，长100米，高60米，是巴黎第一座大规模使用金属结构的建筑。它兴建于1860年到1871年，位于巴黎的“小波兰”地区，在Pepiniere路，靠近圣拉撒路地铁站。在第二帝国时期，这一地区经历了相当大的建设工作和人口流动。当时，奥斯曼男爵主持了巴黎重建，兴建许多直线的大街和辉煌的建筑。
在圣奥斯定堂的立面，拱廊上面装饰着四福音书作者，再上面是十二使徒和玫瑰花窗。在内部，铸铁柱子上装饰着彩色的天使，上面是拱形天花板和穹顶。花窗玻璃上描绘着第一世纪的主教和殉道者。教堂的管风琴最早使用了电力。
1896年，圣女贞德雕像竖立于教堂前。